# Holy Cross (Alaska)
Holy Cross ist ein Ort mit dem Status einer City in der Yukon-Koyukuk Census Area in Alaska. Das U.S. Census Bureau hatte bei der Volkszählung 2020 eine Einwohnerzahl von 176 ermittelt.

## Geographie
Holy Cross befindet sich im Westen von Alaska. Der Ort liegt am rechten Flussufer des unteren Yukon River, der auf diesem Abschnitt nach Süden strömt und sich wenig später nach Westen wendet. Der Ort liegt auf einer Höhe von 40 m 530 km westnordwestlich von Anchorage. 55 km nordnordwestlich, flussaufwärts am Yukon River gelegen, befindet sich Anvik. 93 km westsüdwestlich befindet sich Russian Mission am rechten Flussufer des Yukon River. Bei Holy Cross befindet sich ein Flugplatz.

## Geschichte
In den 1840er Jahren erkundete Leutnant Sagoskin von der Russländisch-Amerikanischen Kompagnie die Gegend. Zu dieser Zeit gab es die ‘Anilukhtakpak’ und ‘Koserefsky’ nahe dem heutigen Holy Cross. Jahre später, im Winter 1878/79 erreichte der US-Amerikaner Edward Nelson
ein Dorf namens ‘Askhomute’  nahe dem aktuellen Standort von Holy Cross, das damals 30 Einwohner hatte. Im Jahr 1888 gründete der Pater Aloysius Robaut eine römisch-katholische Mission bei Holy Cross. Ingalik-Indianer zogen in die Nähe der Mission. 18799 wurde ein Postamt unter dem Namen ‘Koserefsky’ eingerichtet. Der Ortsname wurde 1912 nach der Mission in „Holy Cross“ umgeändert. Während den später 1800er Jahren wurde nahe Holy Cross Gold gefunden, was in den Folgejahren zu einem Zuzug von Prospektoren in das Gebiet führte, und Holy Cross zu einer wichtigen Zwischenstation machte. In den 1930er Jahren änderte der Yukon River seinen Lauf. Eine große Sandbank bildete sich am Ufer vor Holy Cross. 1968 erhielt Holy Cross den Status einer City. Heute bilden Subsistenzwirtschaft und kommerzielle Fischereiaktivitäten wichtige ökonomische Faktoren für die Gemeinde. Der Verkauf von Alkohol ist in Holy Cross verboten.

## Demografie
Zum Zeitpunkt der Volkszählung im Jahre 2020 (U.S. Census 2020) hatte Holy Cross 176 Einwohner auf einer Landfläche von 74,68 km². Die Einwohner sind hauptsächlich Deg Hit’an-Athabasken. Von den Einwohnern waren 7 weiß sowie 142 amerikanisch-indianischer Abstammung.
Beim Zensus im Jahr 2000 wurden 227 Einwohner gezählt, 2010 waren es 178.